# فينسينت نوغويرا
فينسينت نوغويرا (بالفرنسية: Vincent Nogueira)‏ (مواليد 16 يناير 1988 في بيسانكون - فرنسا) لاعب كرة قدم فرنسي يلعب حاليا لصالح نادي الدرجة الأولى سوشو الفرنسي منذ 2007 في مركز الوسط المحوري .

## روابط خارجية
- فينسينت نوغويرا على موقع رابطة كرة القدم الفرنسية للمحترفين (الإنجليزية)
- فينسينت نوغويرا على موقع الدوري الأمريكي (الإنجليزية)
- فينسينت نوغويرا على موقع قاعدة بيانات كرة القدم.إي يو (الإنجليزية)
- فينسينت نوغويرا على موقع ليكيب (الفرنسية)
- فينسينت نوغويرا على موقع Soccerway.com (الإنجليزية)
- فينسينت نوغويرا على موقع عالم كرة القدم.نت (الإنجليزية)
- فينسينت نوغويرا على موقع كووورة
- فينسينت نوغويرا على موقع AS.com (الإسبانية)